# Kurtuşağı, Akçadağ
Kurtuşağı là một xã thuộc huyện Akçadağ, tỉnh Malatya, Thổ Nhĩ Kỳ. Dân số thời điểm năm 2011 là 98 người.